# آلفرد گتینس
آلفرد گتینس (انگلیسی: Alfred Gettins؛ ژوئیه ۱۸۸۶ – ۱۹۴۹ (۶۲−۶۳ سال)) بازیکن فوتبال اهل بریتانیا بود.
از باشگاه‌هایی که در آن بازی کرده‌است می‌توان به باشگاه فوتبال پورتسموث، باشگاه فوتبال کویینز پارک رنجرز، باشگاه فوتبال فولام، باشگاه فوتبال لوتون تاون، باشگاه فوتبال بولتون واندررز، باشگاه فوتبال استون ویلا، باشگاه فوتبال بلکپول، باشگاه فوتبال دومبارتون، و باشگاه فوتبال پاتریک تیسل اشاره کرد.